# Bízie
Bízia (en grec antic Βιζύη) és l'antic nom de l'actual Vize, a Turquia. En parlen Esteve de Bizanci i Plini el Vell.
Va ser una ciutat de Tràcia que era la capital del poble dels Odrisis fins a la dissolució del regne, cap a l'any 90 aC.